# 2025년 3월~4월 미국의 예멘 공격
2025년 3월 미국의 예멘 공격은 2025년 3월 15일부터 미국이 예멘 내 여러 지역을 대상으로 가하고 있는 대규모 공군 및 해군 공격이다. 이는 도널드 트럼프 대통령의 두 번째 임기가 시작된 이후 중동에서 가장 강한 군사 작전 전개이다. 1차 공격은 후티 반군의 레이더, 방공망, 미사일 및 드론 시스템을 타격하는 데 집중되었다. 미국 중부사령부에 따르면, 이번 공격은 광범위한 작전의 시작으로, 후티 반군의 상업 및 군함 공격으로 수개월간 혼란이 지속된 홍해의 안정을 회복하는 것을 목표로 한다.
후티 반군은 이란이 주도하는 '저항의 축'의 일원으로, 지금까지 190건 이상의 선박 공격을 감행해, 두 척을 침몰시키고 한 척을 나포했으며, 최소 4명의 선원을 사망하게 했다. 또한, 이들은 공격을 돈벌이 수단으로 활용하며, 통행료를 지불하는 선박들에게 안전한 항로를 보장하는 방식으로 수십억 달러를 벌어들인 것으로 알려졌다. 후티 반군은 또한 이스라엘 도시를 향해 탄도미사일과 드론을 발사했으며, 이 과정에서 텔아비브에서 민간인 1명이 사망했다. 이에 반격하여, 미국, 영국, 이스라엘은 다국적 연합의 지원을 받아 예멘 내 후티 반군을 겨냥한 공격인 번영의 수호자 작전을 개시했다.
이번 공습은 국제원자력기구(IAEA)가 이란의 우라늄 농축 수준이 무기급에 근접했다고 경고하며 이란의 핵 문제에 대한 국제적 감시가 강화되는 가운데 발생했다.

## 배경

2024년 6월 16일 기준 예멘 해안 근처의 후티 활동 지도:
최고정치위원회(후티 운동)
대통령지도위원회 (UN이 인정한 예멘 정부)
후티 반군의 공격(빨간색)과 납치(파란색)

후티 반군은 예멘에서 활동하는 아랍 민족주의 무장 단체로, 이란의 지원을 받고 있으며, 일반적으로 이란이 주도하는 '저항의 축'의 일원으로 간주된다. 1990년대에 등장한 후티 반군은 예멘 내전에서 주요 세력으로 활동했으며, 유엔이 인정하는 대통령지도위원회(PLC)에 반대하는 입장을 고수해 왔다. 이들은 2014년부터 수도 사나를 포함한 예멘 북부 지역을 장악하고 있다.
사우디아라비아가 주도하는 연합군은 미국의 지원을 받아 10년 넘게 후티 반군과 전투를 벌여왔다. 2023년 10월 7일 하마스의 이스라엘 공격 이후, 후티 반군은 미사일, 드론, 폭탄을 탑재한 보트를 이용해 홍해에서 상업 선박을 지속적으로 공격했으며, 이로 인해 많은 해운업체가 비용이 더 많이 드는 아프리카 남단 경로로 항로를 변경해야 했다. 2023년 11월 이후, 이들은 190건 이상의 선박 공격을 감행했으며, 이로 인해 글로벌 무역이 심각한 타격을 입었다. 이코노미스트에 따르면, 홍해를 통한 화물 운송량이 70% 감소한 것으로 보도했다. 후티 반군은 선주들에게 통행료를 요구하는 방식으로 공격을 하나의 수익 모델로 삼아, 암시장 거래와 해상 갈취를 통해 막대한 수익을 창출한 것으로 알려졌다.
후티 반군은 또한 이스라엘의 에일라트과 텔아비브를 포함한 여러 도시에 탄도미사일과 드론 공격을 가했으며, 이 과정에서 이스라엘 민간인 1명이 사망했다. 이에 대응하여, 미국, 영국, 이스라엘은 다국적 연합의 지원을 받아 예멘 내 후티 반군의 군사력을 약화시키기 위한 공습을 감행했다.
하마스, 헤즈볼라, 바트주의 시리아를 포함한 이란의 저항 축의 다른 구성원들이 큰 좌절을 겪는 동안 후티 반군은 예멘의 지리적 이점을 활용해 대통령지도위원회(PLC)와 계속 맞서 싸우고 있다. 2025년 1월 가자지구와 이스라엘 간의 휴전이 체결된 이후, 후티 반군은 공격을 일시 중단했으나, 이스라엘이 3월 2일 가자에 대한 인도적 지원을 차단하자 다시 공격을 경고했다. 후티 반군은 4일의 시한을 주고 국경 개방과 지원 허용을 요구했으며, 요구가 받아들여지지 않자 3월 11일부터 공격을 재개했다. 후티 반군은 미 공군 F-16 전투기에 미사일을 발사했으며, 미군 MQ-9 리퍼 드론을 격추했다고 주장했다. 이에 따라 미국 정부는 2025년 1월 후티 반군을 외국 테러 조직(FTO)으로 재지정했다.
2025년 2월, CBS 뉴스는 도널드 트럼프 대통령과 피트 헤그세스 국방장관이 미군 지휘관들이 전통적인 전투 지역 외부에서도 공습 및 특수 작전을 승인할 수 있도록 제한을 완화했다고 보도했다. 이에 따라 공격 대상이 될 수 있는 범위가 확대되었으며, 후티 반군은 이 새로운 규정의 첫 번째 적용 사례 중 하나가 되었다.
무기 분석가들은 후티가 고급 드론 기술을 획득했을 가능성이 있으며, 이는 그들의 작전 범위를 확장시킬 수 있다고 제안했다. 후티의 많은 무기는 지하 시설에서 제조되거나 이란에서 밀반입된 것으로 알려져 있으며, 이란은 그들의 주요 후원국이다. 이란의 우라늄 농축이 무기급 수준에 근접하면서 국제사회에 큰 우려를 낳고 있다. 한편, 이란의 경제적 어려움은 국내 불안을 부채질하고 있다.

## 공격

### 3월 15일
트럼프는 이 공격 계획을 승인했으며, 이 계획은 몇 주 동안 개발되었고, 최종 명령은 3월 15일 토요일에 내려졌다. 백악관은 같은 날 몇몇 국회의원들에게 브리핑을 했다. 이 공격은 트럼프의 두 번째 임기 중 가장 큰 군사 공격으로 묘사되었으며, 이번 공습은 홍해 북부에 주둔하고 있는 니미츠급 항공모함 USS 해리 S. 트루먼호의 전투기와 지역 기지에서 출격한 미국 공군 공격기 및 무장 드론에 의해 수행되었다. BBC에 따르면, 영국은 공습에 참여하지 않았지만 공중 급유를 지원했다고 보도했다.
예멘 전역에서 최소 40회의 공습이 있었으며, 대부분의 공습은 수도인 사나와 사다 주를 목표로 했다. 사나에서는 8차례 공습이 있었고, 그 중 1차례는 주거 지역을 타격하여 15명이 사망하고 9명이 부상당했다. 그 외에도 사나 국제공항과 군사 시설이 있는 지역이 타격을 받았으며, 검은 연기가 하늘로 치솟는 모습이 포착되었다. 사나 북부의 Geraf 지역에서는 4차례 공습이 있었다. 알마시라(Al-Masirah)와 다른 현지 미디어는 동부 표준시 오후 1시 30분에 사나에서 공습이 있었다고 보도했다. 사다에서는 12차례의 공습이 있었고, 그 중 하나는 Dahyan에 있는 전력소를 타격해 정전이 발생하였다. 타이즈의 군사 시설도 타격을 받았다고 전해진다. 이브 주 카자 지역에서는 후티 미디어가 두 개의 주택 건물이 미국의 공격을 받아 15명이 사망했다고 보도했다. 바이다 주에서는 8차례의 공습이 있었으며, 다마르 주, 하자 주, 마리브 주도 추가적인 공격을 받았다.
후티 반군은 이번 공격을 "전쟁 범죄"로 규정하며 보복을 다짐했다. 후티가 운영하는 보건부에 따르면 최소 53명이 사망했으며, 이 중 5명의 어린이와 2명의 여성이 포함되었고, 98명이 부상을 입었다. 유엔아동기금(UNICEF)은 독립적으로 조사한 결과 최소 2명의 어린이가 이번 공격으로 사망했다고 밝혔다.
| @UNICEF_Yemen The UN verified that at least 2 boys aged 6 & 8 were among those killed by the airstrikes that targeted northern Saada 2 nights ago. A 3rd child was injured & the condition of a 4th child is yet to be confirmed. UNICEF calls for the protection of children & civilians at all times ㅡ2025년 3월 17일UNICEF_Yemen (2025년 3월 17일). “UNICEF Yemen” (트윗). 2025년 3월 17일에 원본 문서에서 보존된 문서. |

미국 국가안보보좌관 마이크 왈츠는 이번 공격으로 여러 후티 지도자들이 사망했으며, 미국이 예멘 내 이란 목표물을 타격하는 방안을 고려하고 있다고 밝혔다.

### 3월 16일
공습은 군 본부, 무기 저장 시설, 그리고 선박을 탐지하는 장비를 타격했다.

### 3월 17일
후티 계열 Saba News Agency는 호데이다에서 이른 아침 두 차례 공습이 발생했으며, 면화 조면 공장과 이스라엘 관련 화물선 갤럭시 리더호(Galaxy Leader)의 지휘실이 타격을 입었다고 보도했다. 또한 Saba News Agency는 사다주에서 건설 중이던 암센터가 공습을 받아 심각한 피해를 입었다고 전했다.
미국 합동참모본부 작전국장 Alex Grynkewich는 폭격 작전이 시작된 이후 예멘 내 30개 이상의 목표물이 타격당했으며, 수십 명의 후티 전투원이 사망했다고 밝혔다.
밤사이 알마시라 방송은 미군이 알하바시 철강 공장과 사나 대통령궁 남쪽 지역을 공습했다고 보도했다.

### 3월 18일
프랑스 통신사는 목격자들의 증언을 인용해 사다에서 늦은 밤 세 차례 공습이 있었다고 전했다.

### 3월 19일
후티 언론은 사나와 호데이다에서 최소 10차례의 미군 공습이 있었다고 보도했다.

## 반응

### 미국
도널드 트럼프 대통령은 후티 반군이 "미국 및 기타 선박, 항공기, 드론에 대한 해적 행위, 폭력, 테러 행위를 벌이고 있다"고 주장하며, 후티의 선박 공격이 중단될 때까지 "압도적인 치명적 무력"을 사용할 것이라고 경고했다. 그는 "어떤 테러 세력도 미국의 상업 및 해군 선박이 세계의 수로를 자유롭게 항해하는 것을 막을 수 없다"고 선언했다.
트럼프는 "너희의 시간은 끝났다. 지금 당장 공격을 멈춰라. 그렇지 않으면 지금껏 본 적 없는 지옥이 너희 위로 쏟아질 것이다"라고 위협했다. 또한 그는 이란이 후티를 지원하는 것을 중단해야 하며, 그렇지 않을 경우 이란을 "전적으로 책임지게 만들 것"이라고 경고했다.
미국 국방장관 피트 헤그세스는 "후티의 미국 선박 및 항공기(그리고 우리 군대도!)에 대한 공격은 용납되지 않을 것이며, 그들의 후원자인 이란도 경고를 받았다"면서 "항해의 자유는 반드시 회복될 것"이라고 강조했다.

### 예멘
후티 정치국은 이번 공격을 전쟁범죄라고 규정했다. 후티 미디어 사무소 부국장 Nasruddin Amer는 "사나는 가자의 방패이자 지지자로 남을 것이며, 어떤 어려움이 있더라도 이를 포기하지 않을 것"이라고 밝혔다. 또 다른 후티 고위 관계자는 알 아라비야와의 인터뷰에서 "이번 공격은 예멘의 주권을 침해하는 것이며, 이에 대해 '고통스럽고 억제력 있는' 대응을 할 것"이라고 경고했다.
유엔이 인정한 대통령지도위원회(PLC)는 국제사회가 협력을 강화하고 후티 민병대를 견제하며 그들의 자금줄을 차단하기 위한 포괄적인 전략을 채택할 것을 촉구했다. 대통령지도위원회는 이번 미국의 공습이 후티에 대한 국제적 대응의 변화를 의미하며, 후티의 위협이 이제 예멘과 그 이웃 국가를 넘어 전 세계의 안보와 안정을 위협하고 있다고 강조했다.

3월 17일 수만 명의 시위대가 사나, 사다, 다마르, 호데이다, 암란에서 후티족을 지지하는 행진을 하였다.

#### 후티 군의 대응
3월 16일, 후티는 USS 해리 S. 트루먼호 항공모함과 그 항모 전단(carrier strike group)을 향해 탄도미사일과 순항미사일 18발 및 드론 1대를 발사했다고 밝혔다. 미국 관리는 F-16 및 F-18 전투기가 드론 11대를 요격했으며, 후티 미사일 1기가 오작동해 바다에 떨어졌다고 밝혔다. 3월 17일 아침, 후티는 USS 해리 S. 트루먼호과 주변 군함을 다시 공격했다고 주장하며, 이번 공격에 18기의 미사일과 드론 1대가 사용되었다고 밝혔다. 3월 18일 아침, 후티는 세 번째 공격을 감행했다고 주장했지만, 미군 알렉서스 그린케위치 장군은 "그들의 공격이 목표에서 100마일 이상 빗나갔다"며 이를 확인하기 어렵다고 말했다.

### 중동
공습 이후, 이란 이슬람 혁명 수비대(IRGC) 총사령관 호세인 살라미는 후티가 이란과 독립적으로 행동했다고 주장하면서도, "만약 (트럼프의) 위협이 행동으로 옮겨진다면, 이란은 단호하고 파괴적으로 대응할 것"이라고 경고했다. 이란 외교부는 이번 공격이 유엔 헌장과 국제법을 위반한 것이라고 비판했다. 아바스 아라그치 외무장관은 미국이 이란의 외교 정책을 좌우할 권한이 없다고 주장했다.
이란의 상임대표 아미르 사이드 이라바니(Amir Saeed Iravani)는 유엔 사무총장 안토니우 구테흐스와 안전보장이사회에 보낸 서한에서, 트럼프와 다른 미국 관리들이 "무책임하고 도발적인 발언"을 하며 "근거 없는 비난"과 이란에 대한 무력 위협을 포함하고 있다고 밝혔다. 그는 트럼프가 후티에 대한 이란의 지원과 관련해 제기한 주장을 일축하며, 미국 대통령이 "예멘에 대한 침략 행위와 전쟁 범죄를 불법적으로 정당화하려 한다"고 비난했다. 또한 이란에 대한 어떠한 공격도 심각한 결과를 초래할 것이며, 이에 대한 모든 책임은 미국에 있다고 경고했다. 그는 안보리가 이러한 선동적 발언을 심각하게 받아들이고 유엔 헌장의 준수를 보장할 것을 촉구했다.
사우디 관리가 리야드가 예멘에 대한 미국의 공격에 물류 지원을 제공하고 있다는 보도를 부인했다. Al-Arabiya 와의 인터뷰에서 이 관리들은 이러한 주장을 "오해의 소지가 있다"며 일축하고 이 왕국은 군사 작전을 위한 석유를 공급하지 않는다고 밝혔다. 영국이 사우디 아라비아 영공에서 미군 전투기에 연료를 공급하는 것을 도왔다는 보도에 이어 후티 반군이 "미국의 적과 협력하는 모든 국가에 대해 조치를 취하겠다"고 다짐했다.
레바논의 헤즈볼라는 이번 공격을 비난하는 성명을 발표했다. 이라크의 하라카트 헤즈볼라 알누자바(Harakat Hezbollah al-Nujaba) 도 공격을 비난하고 대응할 것을 다짐했다.

### 세계
영국 키어 스타머 정부는 예멘 공습에 "일상적인 동맹국 간 공중 급유 지원"을 제공했다고 확인했다.
중국 외교부 대변인 마오닝은 대화를 촉구하고 긴장 완화를 강조하면서, 해당 지역에서의 군사적 확전을 반대한다는 중국의 입장을 재확인했다.
러시아 외무장관 세르게이 라브로프는 공습 중단을 촉구하며, 미국 국무장관 마르코 루비오와의 통화에서 평화적 해결을 위한 외교적 대화를 요청했다.
이집트 주재 북한 대사 마동희(예멘 대사 겸임)는 이번 공격을 "지역 및 세계 질서를 위협하는 미국의 행위"라며 규탄했다.
유엔 사무총장 안토니우 구테흐스는 해당 지역에서의 군사 활동 중단을 촉구하며, 군사적 긴장이 고조될 경우 예멘의 불안정을 심화시키고 인도적 상황을 악화시킬 것이라고 경고했다.